# Nilssonia hurum
Espèce
Synonymes
- Trionyx hurum Gray, 1830
- Aspideretes hurum (Gray, 1830)
- Gymnopus duvaucelii Duméril & Bibron, 1835
- Trionyx sewaare Gray, 1872
- Trionyx bellii Gray, 1872
- Trionyx buchanani Theobald, 1874

Statut de conservation UICN

 VU A1cd+2d : Vulnérable
Statut CITES
Nilssonia hurum est une espèce de tortues de la famille des Trionychidae.

## Répartition
Cette espèce se rencontre :
- au Bangladesh ;
- en Inde dans les États d'Assam, du Bihar, du Madhya Pradesh, d'Orissa, du Rajasthan, d'Uttar Pradesh et du Bengale-Occidental ;
- au Népal ;
- au Pakistan.

## Publication originale
- Gray, 1831 "1830" : A synopsis of the species of Class Reptilia. The animal kingdom arranged in conformity with its organisation by the Baron Cuvier with additional descriptions of all the species hither named, and of many before noticed, V Whittaker, Treacher and Co., London, vol. 9, Supplement, p. 1-110 (texte intégral).